# Iuri Ielisséiev
Iuri Mikhàilovitx Ielisséiev (en rus: Ю́рий Миха́йлович Елисе́ев, 29 de juliol de 1996 – 26 de novembre de 2016) fou un jugador d'escacs rus, que tenia el títol de Gran Mestre des de 2013. Morí de forma tràgica en caure d'un dotzè pis a l'edat de 20 anys mentre feia parkour.
A la llista d'Elo de la FIDE de novembre de 2016, hi tenia un Elo de 2614 punts, cosa que en feia el jugador número 39 (en actiu) de Rússia. El seu màxim Elo va ser de 2614 punts, a la llista de novembre de 2016 (posició 197 al rànquing mundial).

## Resultats destacats en competició
El 2012 fou campió de Rússia Sub16 i campió del Món Sub16. El 2013 guanyà la copa RSGU i el 2015 guanyà l'Obert de Moscou.